# Фолрат Шенк фон Лимпург
Фолрат Шенк фон Лимпург (на немски: Vollrath Schenk von Limpurg; * 12 юни 1641, Шмиделфелд; † 19 август 1713, Оберзонтхайм) е наследствен имперски шенк и граф на Лимпург в Шпекфелд над Маркт Айнерсхайм в Бавария и в Оберзонтхайм в Баден-Вюртемберг.

## Биография
Той е син на имперски шенк Георг Фридрих Шенк фон Лимпург (1596 – 1651) и съпругата му графиня Магдалена Елизабет фон Ханау-Лихтенберг (1611 – 1687), дъщеря на Албрехт фон Ханау-Мюнценберг (1579 – 1635) и Еренгард фон Изенбург (1577 – 1637). Брат е на Франц Шенк фон Лимпург-Шпекфелд (1637 – 1673) и Георг Еберхард Шенк фон Лимпург-Шпекфелд, майор-генерал на Прусия (1643 – 1705).
Фолрат Шенк се жени на 1 септември 1673 г. в Шпекфелд за София Елеонора фон Лимпург-Гайлдорф (* 29 ноември 1655, Шмиделфелд; † 13 май 1722, Оберзонтхайм), шенка и графиня фон Лимпург в Шмиделфелд (в Зулцбах-Лауфен), дъщеря на граф Йохан Вилхелм Шенк фон Лимпург (1607 – 1655) и графиня Мария Юлиана фон Хоенлое-Лангенбург (1623 – 1695). Тя получава двореца и господството Шмиделфелд след смъртта на брат ѝ Вилхелм Хайнрих фон Лимпург-Гайлдорф (1652 – 1690), след дълги конфликти с неговите дъщери и техните съпрузи.
Фолрат Шенк умира на 19 август 1713 г. в Оберзонтхайм, Щутгарт, на 72 години, и е погребан там. Негов наследник става пруският крал Фридрих Вилхелм I, което не се приема от другите роднини. Последвалият наследствен конфликт трае десетилетия.

## Деца
Фолрат Шенк и София Елеонора имат 11 деца:
- Филип Йохан Фридрих фон Лимпург-Шпекфелд (1676 – 1676)
- Вилхелмина София Ева фон Лимпург (* 31 октомври 1676; † 21 август 1735, Грумбах), омъжена на 20 февруари 1701 г. за граф Йохан Баптист Рудолф фон Прьозинг-Лимпург, фрайхер цу Щайн-Грос-Вецдорф († 6 април 1718), син на граф Волфганг Еренрайх фон Прьозинг и Сузана Елеонора фон Полхайм († 1698)
- Кристина/Кристиана Магдалена Юлиана (* 25 юни 1683, Шпекфелд; † 2 февруари 1746, Оберзонтхайм), омъжена на 28 май 1710 г. в Оберзонтхайм за ландграф Лудвиг Георг фон Хесен-Хомбург (* 10 януари 1693; † 1 март 1728), син на Фридрих II фон Хесен-Хомбург (1633 – 1708) и графиня София Сибила фон Лайнинген-Вестербург (1656 – 1724)
- Амьона София Фридерика фон Лимпург (* 24 август 1684, Шмиделфелд; † 20 февруари 1746, Вертхайм ам Майн), омъжена на 7 май 1703 г. в Оберзонтхайм за граф Хайнрих Фридрих фон Льовенщайн-Вертхайм-Вирнебург (* 13 февруари 1682; † 31 март 1721), син на граф Фридрих Еберхард фон Льовенщайн-Вертхайм-Вирнебург (1629 – 1683) и Сузана София Луиза фон Хоенлое-Валденбург (1648 – 1691)
- Елеонора Шарлота фон Лимпург (1686 – 1686)
- Кристина Доротея Амьона фон Лимпург (1687 – 1687)
- Кристиан Фридрих Готфрид фон Лимпург (1689 – 1689)
- Фридрих Готфрид Адам фон Лимпург (1691 – 1691)
- Волратина Мария София фон Лимпург (1692 – 1692)
- Фридерика Августа фон Лимпург (* 26 януари 1694, Оберзонтхайм; † 28 юли 1746), омъжена за граф Кристиан Хайнрих фон Шьонбург-Валденбург (* 13 ноември 1682; † 27 януари 1753), син на граф Ото Лудвиг фон Шьонбург-Хартенщайн (1643 – 1701) и София Магдалена фон Лайнинген-Вестербург (1651 – 1726)
- София Елеонора фон Лимпург (* 10 юни 1695, Оберзонтхайм; † 6 февруари 1738, Михелщат), омъжена на 18 май 1711 г. за граф Фридрих Карл фон Ербах-Лимпург (* 21 май 1680; † 20 февруари 1731), син на граф Георг Лудвиг I фон Ербах-Ербах (1643 – 1693) и графиня Амалия Катарина фон Валдек-Айзенберг (1640 – 1697)